# Bella Linnarsson
Bengt "Bella" Linnarsson, även känd som Bella Ferlin, född 23 maj 1946 i Jönköping, är en svensk basist.
Bella Linnarsson är främst känd som basist i grupperna Baby Grandmothers, Mecki Mark Men och Kebnekaise, men även från sin medverkan i Gå Runt Show med Bernt Dahlbäck, Jazz band med Nisse Sandström, Erik "Kapten" Dahlbäck. Han har även medverkat i andra band och tjänstgjort som studiomusiker. Baby Grandmothers återuppstod under 2008 och har fortsatt med utgivning nya Vinyl LP med  både gammalt och nyinspelat material, samt flera bejublade framträdanden. 

## Band
- The Bell Boys 1960–63
- Åke Ahns 1963-1965
- Arne Krusings 1965–66
- Gå Runt Show 1966–67, 1970
- Baby Grandmothers 1967–68, 2008 -
- Mecki Mark Men 1968–70
- Kebnekaise 1970–71
- Opus 6 1972–75
- Annie Hedins 1976
- Ozz Band Boyz 2008–